# U Can't Touch This
U Can't Touch This è un singolo del rapper statunitense MC Hammer, pubblicato nel 1990 dall'etichetta discografica Capitol.
Il brano è stato accreditato a MC Hammer e a Rick James e Alonzo Miller, autori del brano Super Freak, portato al successo dallo stesso Rick James nel 1981 e campionato per l'incisione della canzone. MC Hammer ne ha curato anche la produzione. 
Di grande successo commerciale, ha permesso all'album da cui è stato estratto, Please Hammer Don't Hurt 'Em, di essere uno dei più venduti della storia della musica rap con oltre 30 milioni di copie.

## Descrizione
Il testo esalta la popolarità del rapper ("Ho girato il mondo, da Londra alla Bay") e l'essere "Magico al microfono" con il quale Hammer combina rime e "beat che non puoi toccare" per creare la perfetta canzone hip hop. Nonostante alcuni critici, soprattutto quelli dediti al gangsta rap, disprezzassero la canzone, U Can't Touch This vinse due Grammy per Best R&B Song e Best Rap Solo Performance, categoria appena nata in quel periodo.

### Impatto popolare
Il brano, o suoi derivati, è stato utilizzato in molti film, spettacoli e videogiochi, come Willy, il principe di Bel-Air, Hot Shots!, in una delle scene finali del film The Super - il padrone di casa (con Joe Pesci) per una scatenata ed insolita collettiva ballata condominiale, Shark Tale, Doogie Howser, Un ragazzo veramente speciale, Charlie's Angels: più che mai, Into the Wild - Nelle terre selvagge, Tropic Thunder, il videogioco Just Dance, nella serie Disney Zeke e Luther, cantata da Adam Hicks e Daniel Curtis Lee e molti altri.
Una cover del brano è stato eseguito nell'episodio Cattiva reputazione della serie TV Glee.
Una parodia del brano, intitolata Can't Touch Me, è stata cantata da Bart Simpson nell'episodio Bart diventa famoso de I Simpson e da Peter Griffin nell'episodio Uno contro tutti de I Griffin.

## Tracce
7" Single (Capitol 20 3925 7 [de] / EAN 5099920392574)
1. U Can't Touch This (LP Version) - 4:14
2. Dancin' Machine (Vocal) - 2:54

CD-Maxi (Capitol 20 3925 2 [de] / EAN 5099920392529)
1. U Can't Touch This (Club Mix)
2. U Can't Touch This (Instrumental)
3. Dancin' Machine (Club Mix)
4. Dancin' Machine (Instrumental)

12" Maxi (Capitol 20 3925 6 [de] / EAN 5099920392567)
1. U Can't Touch This (Club Mix) - 4:20
2. U Can't Touch This (Instrumental) - 4:21
3. Dancin' Machine (Club Mix) - 5:26

## Classifiche
| Paese         | Posizione raggiunta |
| ------------- | ------------------- |
| Paesi Bassi   | 1                   |
| Svezia        | 1                   |
| Australia     | 1                   |
| Nuova Zelanda | 1                   |
| Svizzera      | 2                   |
| Regno Unito   | 3                   |
| Austria       | 5                   |
| Norvegia      | 6                   |
| Stati Uniti   | 8                   |
| Francia       | 17                  |